# Estado miembro de la Organización Internacional del Trabajo

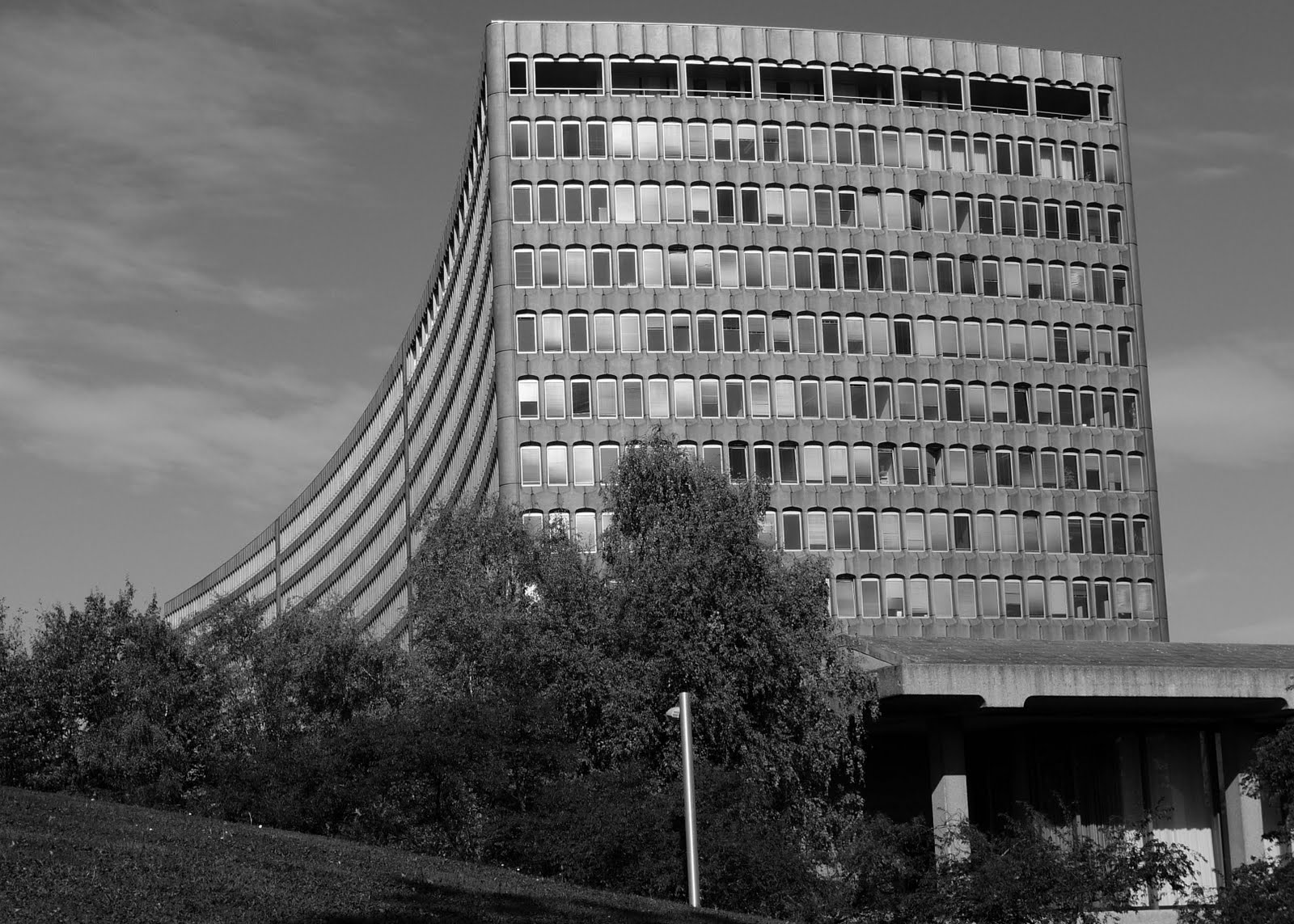
Ginebra. Sede de la OIT.

La Organización Internacional del Trabajo (OIT), organismo especializado tripartito de las Naciones Unidas que establece estándares internacionales relacionados con el trabajo, cuenta con 187 Estados miembros en agosto de 2022. Creada en 1919 como resultado del Tratado de Versalles, la OIT fue la primera agencia en incorporarse a la ONU en 1946, es la tercera agencia preexistente más antigua de la ONU, la cuarta organización multilateral más antigua existente y la única organización restante con vínculos directos con la Sociedad de Naciones.
Comenzó con 42 Estados miembros, 29 de los cuales se consideran miembros fundadores por ser signatarios del Tratado de Versalles; otros 13 Estados, no signatarios, fueron invitados a ser miembros y se les concedió el estatus de miembros fundadores.
Tras la Segunda Guerra Mundial y la disolución de la Sociedad de Naciones, la OIT se convirtió en el primer organismo especializado de la ONU. Todos los Estados miembros de la OIT menos uno (las Islas Cook) son también Estados miembros de las Naciones Unidas. Sin embargo, hay siete Estados miembros de la ONU que no se han adherido a la OIT. La constitución de la OIT permite la admisión sin ser miembro de la ONU, pero las condiciones que deben cumplirse en este caso son más complejas que para un Estado miembro de la ONU.
Desde su creación, 19 Estados se han retirado de la organización, aunque todos se han reincorporado posteriormente. Dos Estados han manifestado su intención de retirarse, pero no han completado el proceso. Aunque las normas de adhesión sólo admiten Estados soberanos, en tres ocasiones se ha admitido a Estados con estatus no soberano; sin embargo, todos acabaron convirtiéndose en miembros soberanos. Cinco Estados han dejado de ser miembros, pero todos han sido readmitidos. Seis antiguos Estados han sido miembros de la OIT, dos de ellos miembros fundadores.

## Estados miembros
La pertenencia a la OIT se rige por el artículo 1, cláusulas 3 y 4, de la constitución de la organización. La cláusula 3 indica que cualquier estado miembro de la ONU puede convertirse en miembro de la OIT comunicando al director general "la aceptación formal de las obligaciones de la Constitución". La cláusula 4 permite la adhesión de Estados no miembros de la ONU, pero para ello se requiere el voto de dos tercios de los delegados de la Conferencia Internacional del Trabajo, incluidos dos tercios de los delegados gubernamentales.
| Bandera                                    | Estado miembro                                    | Fecha de admisión        | Nota |
| ------------------------------------------ | ------------------------------------------------- | ------------------------ | --- |
| Bandera de Afganistán                      | Afganistán                                        | 29 de septiembre de 1934 | ~ ! |
| Bandera de Albania                         | Albania                                           | 22 de mayo de 1991       | Previamente era un Estado miembro de 1920 a 1967, admitido en 1991. |
| Bandera de Argelia                         | Argeria                                           | 19 de octubre de 1962    | ~ ! |
| Bandera de Angola                          | Angola                                            | 04 de junio de 1976      | ~ ! |
| Bandera de Antigua y Barbuda               | Antigua y Barbuda                                 | 16 de febrero de 1982    | ~ ! |
| Bandera de Argentina                       | Argentina *                                       | 28 de junio de 1919      | ~ ! |
| Bandera de Armenia                         | Armenia                                           | 26 de noviembre de 1992  | Participación previa como parte de la Unión Soviética. |
| Bandera de Australia                       | Australia +                                       | 28 de junio de 1919      | ~ ! |
| Bandera de Austria                         | Austria                                           | 24 de junio de 1947      | Previamente era un Estado miembro de 1919 a 1938, readmitido en 1947. |
| Bandera de Azerbaiyán                      | Azerbaiyán                                        | 19 de mayo de 1992       | Participación previa como parte de la Unión Soviética. |
| Bandera de Bahamas                         | Bahamas                                           | 25 de mayo de 1976       | ~ ! |
| Bandera de Baréin                          | Baréin                                            | 18 de abril de 1977      | ~ ! |
| Bandera de Bangladés                       | Bangladés                                         | 22 de junio de 1972      | ~ ! |
| Bandera de Barbados                        | Barbados                                          | 8 de mayo de 1967        | ~ ! |
| Bandera de Bielorrusia                     | Bielorrusia                                       | 12 de mayo de 1954       | Admitida como la República Socialista Soviética de Bielorrusia. |
| Bandera de Bélgica                         | Bélgica +                                         | 28 de junio de 1919      | ~ ! |
| Bandera de Belice                          | Belice                                            | 7 de noviembre de 1981   | ~ ! |
| Bandera de Benín                           | Benín                                             | 14 de diciembre de 1960  | ~ ! |
| Bandera de Bolivia                         | Bolivia (Estado Plurinacional de) +               | 28 de junio de 1919      | ~ ! |
| Bandera de Bosnia y Herzegovina            | Bosnia y Herzegovina                              | 2 de junio de 1993       | Participación previa como parte de Yugoslavia. |
| Bandera de Botsuana                        | Botsuana                                          | 27 de febrero de 1978    | ~ ! |
| Bandera de Brasil                          | Brasil +                                          | 28 de junio de 1919      | ~ ! |
| Bandera de Brunéi                          | Brunéi Darusalam                                  | 17 de enero de 2007      | ~ ! |
| Bandera de Bulgaria                        | Bulgaria                                          | 16 de diciembre de 1920  | ~ ! |
| Bandera de Burkina Faso                    | Burkina Faso                                      | 21 de noviembre de 1960  | ~ ! |
| Bandera de Burundi                         | Burundi                                           | 13 de marzo de 1963      | ~ ! |
| Bandera de Cabo Verde                      | Cabo Verde                                        | 03 de abril de 1979      | ~ ! |
| Bandera de Camboya                         | Camboya                                           | 24 de febrero de 1969    | ~ ! |
| Bandera de Camerún                         | Camerún                                           | 07 de junio de 1960      | ~ ! |
| Bandera de Canadá                          | Cánada +                                          | 28 de junio de 1919      | ~ ! |
| Bandera de la República Centroafricana     | República Centroafricana                          | 27 de octubre de 1960    | ~ ! |
| Bandera de Chad                            | Chad                                              | 10 de noviembre de 1960  | ~ ! |
| Bandera de Chile                           | Chile *                                           | 28 de junio de 1919      | ~ ! |
| Bandera de la República Popular China      | China +                                           | 28 de junio de 1919      | Admitida como República de China. Desde la Revolución China de 1949 hasta 1971, la República de China (Taiwán) fue miembro de la OIT. Tras una resolución adoptada en la 184ª reunión del Consejo de Administración de la OIT en 1971, la República Popular China (RPC) fue reconocida como gobierno representativo de China a efectos de afiliación. Sin embargo, la RPC no aceptó participar en las actividades de la OIT hasta junio de 1983, cuando la Conferencia Internacional del Trabajo decidió condonar cuotas pendientes por valor de más de 38 millones de dólares (equivalentes a 100 millones de dólares en 2023). |
| Bandera de Colombia                        | Colombia *                                        | 28 de junio de 1919      | ~ ! |
| Bandera de Comoras                         | Comoras                                           | 23 de octubre de 1978    | ~ ! |
| Bandera de República del Congo             | República del Congo                               | 10 de noviembre de 1960  | ~ ! |
| Bandera de Islas Cook                      | Islas Cook                                        | 12 de junio de 2015      | Estado no miembro de las Naciones Unidas, admitido en la OIT por resolución adoptada en la 104ª reunión de la Conferencia Internacional del Trabajo. |
| Bandera de Costa Rica                      | Costa Rica                                        | 21 de febrero de 1944    | Anteriormente miembro de 1920 a 1927, admitido en 1944. |
| Bandera de Costa de Marfil                 | Côte d'Ivoire                                     | 21 de septiembre de 1960 | ~ ! |
| Bandera de Croacia                         | Croacia                                           | 30 de junio de 1992      | Participación previa como parte de Yugoslavia. |
| Bandera de Cuba                            | Cuba +                                            | 28 de junio de 1919      | ~ ! |
| Bandera de Chipre                          | Chipre                                            | 23 de septiembre de 1960 | ~ ! |
| Bandera de República Checa                 | República Checa                                   | 03 de febrero de 1993    | Participación previa como parte de Checoslovaquia. |
| Bandera de República Democrática del Congo | República Democrática del Congo                   | 20 de septiembre de 1960 | ~ ! |
| Bandera de Dinamarca                       | Dinamarca *                                       | 28 de junio de 1919      | ~ ! |
| Bandera de Yibuti                          | Yubuti                                            | 03 de abril de 1978      | ~ ! |
| Bandera de Dominica                        | Dominica                                          | 17 de junio de 1982      | ~ ! |
| Bandera de la República Dominicana         | República Dominicana                              | 29 de septiembre de 1924 | ~ ! |
| Bandera de Ecuador                         | Ecuador                                           | 28 de septiembre de 1934 | ~ ! |
| Bandera de Egipto                          | Egipto                                            | 19 de junio de 1936      | Admitido sin ser miembro de la Sociedad de Naciones. |
| Bandera de El Salvador                     | El Salvador *                                     | 21 de junio de 1948      | Anteriormente miembro de 1919 a 1939, admitido en 1948. |
| Bandera de Guinea Ecuatorial               | Guinea Ecuatorial                                 | 31 de enero de 1981      | ~ ! |
| Bandera de Eritrea                         | Eritrea                                           | 07 de junio de 1993      | ~ ! |
| Bandera de Estonia                         | Estonia                                           | 13 de enero de 1992      | Miembro como Estonia 1921-1940, como parte de la Unión Soviética 1954-1991, readmitida en 1992. |
| Bandera de Suazilandia                     | Suazilandia                                       | 20 de mayo de 1975       | ~ ! |
| Bandera de Etiopía                         | Etiopía                                           | 28 de septiembre de 1923 | Entre 1939 y 1942, Etiopía fue eliminada de la lista de miembros debido a la anexión por parte de Italia. |
| Bandera de Fiyi                            | Fiyi                                              | 19 de abril de 1974      | ~ ! |
| Bandera de Finlandia                       | Finlandia                                         | 16 de diciembre de 1920  | ~ ! |
| Bandera de Francia                         | Francia +                                         | 28 de junio de 1919      | ~ ! |
| Bandera de Gabón                           | Gabón                                             | 14 de octubre de 1960    | ~ ! |
| Bandera de Gambia                          | Gambia                                            | 29 de mayo de 1995       | ~ ! |
| Bandera de Georgia                         | Georgia                                           | 22 de junio de 1993      | Participación previa como parte de la Unión Soviética. |
| Bandera de Alemania                        | Alemania                                          | 12 de junio de 1951      | Anteriormente miembro de 1919 a 1935, admitido en 1951. |
| Bandera de Ghana                           | Ghana                                             | 20 de mayo de 1957       | ~ ! |
| Bandera de Grecia                          | Grecia +                                          | 28 de junio de 1919      | ~ ! |
| Bandera de Granada                         | Granada                                           | 09 de julio de 1979      | ~ ! |
| Bandera de Guatemala                       | Guatemala +                                       | 19 de octubre de 1945    | Anteriormente miembro de 1919 a 1938, admitido en 1945. |
| Bandera de Guinea                          | Guinea                                            | 21 de enero de 1959      | ~ ! |
| Bandera de Guinea-Bisáu                    | Guinea-Bisáu                                      | 21 de febrero de 1977    | ~ ! |
| Bandera de Guyana                          | Guyana                                            | 08 de junio de 1966      | ~ ! |
| Bandera de Haití                           | Haití +                                           | 28 de junio de 1919      | ~ ! |
| Bandera de Honduras                        | Honduras +                                        | 01 de enero de 1955      | Miembro de 1919 a 1938, admitido en 1955. |
| Bandera de Hungría                         | Hungría                                           | 18 de septiembre de 1922 | ~ ! |
| Bandera de Islandia                        | Islandia                                          | 19 de octubre de 1945    | ~ ! |
| Bandera de la India                        | India +                                           | 28 de junio de 1919      | ~ ! |
| Bandera de Indonesia                       | Indonesia                                         | 12 de mayo de 1950       | Indonesia comunicó su intención de retirarse de la OIT en 1965, pero fue revocada en 1966. |
| Bandera de Irán                            | Irán (República Islámica de) *                    | 28 de junio de 1919      | Admitido como Persia. |
| Bandera de Irak                            | Irak                                              | 03 de octubre de 1932    | ~ ! |
| Bandera de Irlanda                         | Irlanda                                           | 10 de septiembre de 1923 | ~ ! |
| Bandera de Israel                          | Israel                                            | 10 de mayo de 1949       | ~ ! |
| Bandera de Italia                          | Italia +                                          | 19 de octubre de 1945    | Anteriormente miembro de 1919 a 1940, admitido en 1945. |
| Bandera de Jamaica                         | Jamaica                                           | 26 de diciembre de 1962  | ~ ! |
| Bandera de Japón                           | Japón                                             | 26 de noviembre de 1951  | Anteriormente miembro de 1919 a 1940, admitido en 1951. |
| Bandera de Jordania                        | Jordania                                          | 26 de enero de 1956      | ~ ! |
| Bandera de Kazajistán                      | Kazajistán                                        | 31 de mayo de 1993       | Participación previa como parte de la Unión Soviética. |
| Bandera de Kenia                           | Kenia                                             | 13 de enero de 1964      | ~ ! |
| Bandera de Kiribati                        | Kiribati                                          | 03 de febrero de 2000    | ~ ! |
| Bandera de Kuwait                          | Kuwait                                            | 13 de junio de 1961      | ~ ! |
| Bandera de Kirguistán                      | Kirguistán                                        | 31 de marzo de 1992      | Participación previa como parte de la Unión Soviética. |
| Bandera de Laos                            | República Democrática Popular Lao                 | 23 de enero de 1964      | Admitido como el Reino de Laos. |
| Bandera de Letonia                         | Letonia                                           | 03 de diciembre de 1991  | Miembro como Letonia 1921-1940, como parte de la Unión Soviética 1954-1991, readmitida en 1991. |
| Bandera de Líbano                          | Líbano                                            | 23 de diciembre de 1948  | ~ ! |
| Bandera de Lesoto                          | Lesoto                                            | 02 de junio de 1980      | Anteriormente miembro de 1966 a 1971, admitido en 1980. |
| Bandera de Liberia                         | Liberia +                                         | 28 de junio de 1919      | ~ ! |
| Bandera de Libia                           | Libia                                             | 11 de junio de 1952      | ~ ! |
| Bandera de Lituania                        | Lituania                                          | 04 de octubre de 1991    | Miembro como Lituania 1921-1940, como parte de la Unión Soviética 1954-1991, readmitida como Lituania en 1991. |
| Bandera de Luxemburgo                      | Luxemburgo                                        | 16 de diciembre de 1920  | ~ ! |
| Bandera de Madagascar                      | Madagascar                                        | 01 de noviembre de 1960  | ~ ! |
| Bandera de Malaui                          | Malaui                                            | 22 de marzo de 1965      | ~ ! |
| Bandera de Malasia                         | Malasia                                           | 11 de noviembre de 1957  | ~ ! |
| Bandera de las Maldivas                    | Maldivas                                          | 15 de mayo de 2009       | ~ ! |
| Bandera de Mali                            | Mali                                              | 22 de septiembre de 1960 | ~ ! |
| Bandera de Malta                           | Malta                                             | 04 de enero de 1965      | ~ ! |
| Bandera de Islas Marshall                  | Islas Marshall                                    | 03 de julio de 2007      | ~ ! |
| Bandera de Mauritania                      | Mauritania                                        | 20 de junio de 1961      | ~ ! |
| Bandera de Mauricio                        | Mauricio                                          | 05 de mayo de 1969       | ~ ! |
| Bandera de México                          | México                                            | 12 de septiembre de 1931 | ~ ! |
| Bandera de Mongolia                        | Mongolia                                          | 24 de mayo de 1968       | ~ ! |
| Bandera de Montenegro                      | Montenegro                                        | 14 de julio de 2006      | Participación previa como parte de Yugoslavia. |
| Bandera de Marruecos                       | Marruecos                                         | 13 de junio de 1956      | ~ ! |
| Bandera de Mozambique                      | Mozambique                                        | 28 de mayo de 1976       | ~ ! |
| Bandera de Birmania                        | Birmania                                          | 18 de mayo de 1948       | ~ ! |
| Bandera de Namibia                         | Namibia                                           | 03 de octubre de 1978    | ~ ! |
| Bandera de Nepal                           | Nepal                                             | 30 de agosto de 1966     | ~ ! |
| Bandera de los Países Bajos                | Países Bajos *                                    | 28 de junio de 1919      | ~ ! |
| Bandera de Nueva Zelanda                   | Nueva Zelanda +                                   | 28 de junio de 1919      | ~ ! |
| Bandera de Nicaragua                       | Nicaragua +                                       | 09 de abril de 1957      | PAnteriormente miembro de 1919 a 1938, admitido en 1957 |
| Bandera de Niger                           | Níger                                             | 27 de febrero de 1961    | ~ ! |
| Bandera de Nigeria                         | Nigeria                                           | 17 de octubre de 1960    | ~ ! |
| Bandera de Macedonia del Norte             | Macedonia del Norte                               | 28 de mayo de 1993       | Participación previa como parte de Yugoslavia. |
| Bandera de Noruega                         | Noruega *                                         | 28 de junio de 1919      | ~ ! |
| Bandera de Omán                            | Omán                                              | 31 de enero de 1994      | ~ ! |
| Bandera de Pakistán                        | Pakistán                                          | 31 de octubre de 1947    | |
| Bandera de Palaos                          | Palaos                                            | 29 de mayo de 2012       | ~ ! |
| Bandera de Panamá                          | Panamá +                                          | 28 de junio de 1919      | ~ ! |
| Bandera de Papúa Nueva Guinea              | Papua Nueva Guinea                                | 01 de mayo de 1976       | ~ ! |
| Bandera de Paraguay                        | Paraguay *                                        | 05 de septiembre de 1956 | Anteriormente miembro de 1919 a 1937, admitido en 1956. |
| Bandera de Perú                            | Perú +                                            | 28 de junio de 1919      | ~ ! |
| Bandera de Filipinas                       | Filipinas                                         | 15 de junio de 1948      | ~ ! |
| Bandera de Polonia                         | Polonia +                                         | 28 de junio de 1919      | Presentó una notificación de intención de retirarse el 17 de noviembre de 1984, prorrogó dicha intención en noviembre de 1986 sin retirarse, y rescindió la intención de retirarse el 17 de noviembre de 1987. |
| Bandera de Portugal                        | Portugal +                                        | 28 de junio de 1919      | ~ ! |
| Bandera de Catar                           | Catar                                             | 25 de abril de 1972      | ~ ! |
| Bandera de Corea del Sur                   | República de Corea                                | 09 de diciembre de 1991  | ~ ! |
| Bandera de Moldavia                        | República de Moldavia                             | 08 de junio de 1992      | Participación previa como parte de la Unión Soviética. |
| Bandera de Rumania                         | Rumania +                                         | 11 de mayo de 1956       | Anteriormente miembro de 1919 a 1942, admitido en 1956. |
| Bandera de Rusia                           | Federación Rusa                                   | 26 de abril de 1954      | Admitida como miembro como Unión Soviética de 1934 a 1940, admitida 1954. Tras la disolución de la Unión Soviética, la Federación Rusa fue confirmada como Estado sucesor a efectos de adhesión. |
| Bandera de Ruanda                          | Ruanda                                            | 18 de septiembre de 1962 | ~ ! |
| Bandera de San Cristobal y Nieves          | San Cristóbal y Nieves                            | 19 de mayo de 1996       | ~ ! |
| Bandera de Santa Lucía                     | Santa Lucía                                       | 09 de abril de 1980      | ~ ! |
| Bandera de San Vicente y las Granadinas    | San Vicente y las Granadinas                      | 31 de mayo de 1995       | ~ ! |
| Bandera de Samoa                           | Samoa                                             | 07 de mayo de 2005       | ~ ! |
| Bandera de San Marino                      | San Marino                                        | 18 de junio de 1982      | ~ ! |
| Bandera de Santo Tomé y Príncipe           | Santo Tomé y Príncipe                             | 01 de junio de 1982      | ~ ! |
| Bandera de Arabia Saudita                  | Arabia Saudita                                    | 12 de enero de 1976      | ~ ! |
| Bandera de Senegal                         | Senegal                                           | 04 de noviembre de 1960  | ~ ! |
| Bandera de Serbia                          | Serbia                                            | 24 de noviembre de 2000  | Participación previa como parte de Yugoslavia (1919-1992), admitida en 2000 como la República Federal de Yugoslavia. |
| Bandera de Seychelles                      | Seychelles                                        | 25 de abril de 1977      | ~ ! |
| Bandera de Sierra Leona                    | Sierra Leona                                      | 13 de junio de 1961      | ~ ! |
| Bandera de Singapur                        | Singapore                                         | 25 de octubre de 1965    | |
| Bandera de Eslovaquia                      | Eslovaquia                                        | 22 de enero de 1993      | Participación previa como parte de Checoslovaquia. |
| Bandera de Eslovenia                       | Eslovenia                                         | 29 de mayo de 1992       | Participación previa como parte de Yugoslavia. |
| Bandera de Islas Salomón                   | Islas Salomón                                     | 28 de mayo de 1984       | ~ ! |
| Bandera de Somalia                         | Somalia                                           | 18 de noviembre de 1960  | ~ ! |
| Bandera de Sudáfrica                       | Sudáfrica +                                       | 26 de mayo de 1994       | Anteriormente miembro de 1919 a 1966, admitido en 1994. |
| Bandera de Sudán del Sur                   | Sudán del Sur                                     | 29 de abril de 2012      | ~ ! |
| Bandera de España                          | España *                                          | 28 de mayo de 1956       | Anteriormente miembro de 1919 a 1941, admitido en 1956. |
| Bandera de Sri Lanka                       | Sri Lanka                                         | 28 de junio de 1948      | ~ ! |
| Bandera de Sudán                           | Sudán                                             | 12 de junio de 1956      | La adhesión de Sudán a la OIT precedió a su ingreso en las Naciones Unidas (12 de noviembre de 1956), que fue posible tras un voto de apoyo unánime (sin abstenciones) en la Conferencia Internacional del Trabajo de 1956. |
| Bandera de Surinam                         | Surinam                                           | 24 de febrero de 1976    | ~ ! |
| Bandera de Suecia                          | Suecia *                                          | 28 de junio de 1919      | ~ ! |
| Bandera de Suiza                           | Suiza *                                           | 28 de junio de 1919      | ~ ! |
| Bandera de Siria                           | República Árabe Siria                             | 04 de diciembre de 1947  | |
| Bandera de Tayikistán                      | Tayikistán                                        | 26 de noviembre de 1993  | Participación previa como parte de la Unión Soviética. |
| Bandera de Tailandia                       | Tailandia +                                       | 28 de junio de 1919      | Admitido como Siam. |
| Bandera de Timor Oriental                  | Timor-Leste                                       | 19 de agosto de 2003     | ~ ! |
| Bandera de Togo                            | Togo                                              | 07 de junio de 1960      | ~ ! |
| Bandera de Tonga                           | Tonga                                             | 24 de febrero de 2016    | ~ ! |
| Bandera de Trinidad y Tobago               | Trinidad y Tobago                                 | 24 de mayo de 1963       | ~ ! |
| Bandera de Túnez                           | Túnez                                             | 12 de junio de 1956      | ~ ! |
| Bandera de Turquía                         | Turquía                                           | 18 de julio de 1932      | ~ ! |
| Bandera de Turkmenistán                    | Turkmenistán                                      | 24 de septiembre de 1993 | Participación previa como parte de la Unión Soviética. |
| Bandera de Tuvalu                          | Tuvalu                                            | 27 de mayo de 2008       | ~ ! |
| Bandera de Uganda                          | Uganda                                            | 25 de marzo de 1963      | ~ ! |
| Bandera de Ucrania                         | Ucrania                                           | 12 de mayo de 1954       | Admitida como República Socialista Soviética de Ucrania. |
| Bandera de Emiratos Árabes Unidos          | Emiratos Árabes Unidos                            | 25 de abril de 1972      | ~ ! |
| Bandera del Reino Unido                    | Reino Unido de Gran Bretaña e Irlanda del Norte + | 28 de junio de 1919      | ~ ! |
| Bandera de Tanzania                        | República Unida de Tanzania                       | 30 de enero de 1962      | |
| Bandera de Estados Unidos                  | Estados Unidos de América                         | 18 de febrero de 1980    | Ingresó en 1934 sin ser miembro de la Sociedad de Naciones, se retiró en 1977, fue admitida en 1980. |
| Bandera de Uruguay                         | Uruguay +                                         | 28 de junio de 1919      | ~ ! |
| Bandera de Uzbekistán                      | Uzbekistán                                        | 13 de julio de 1992      | Participación previa como parte de la Unión Soviética. |
| Bandera de Vanuatu                         | Vanuatu                                           | 22 de mayo de 2003       | ~ ! |
| Bandera de Venezuela                       | Venezuela (República Bolivariana de) *            | 16 de marzo de 1958      | Anteriormente miembro de 1919 a 1957, admitido en 1958. |
| Bandera de Vietnam                         | Viet Nam                                          | 20 de mayo de 1992       | Admitido como miembro con el nombre de República de Vietnam de 1950 a 1976. Tras la incorporación de la República de Vietnam a la República Socialista de Vietnam en julio de 1976, el país dejó de ser miembro. Readmitido en 1980, se retiró en 1985 y fue readmitido en 1992. |
| Bandera de Yemen                           | Yemen                                             | 20 de mayo de 1965       | |
| Bandera de Zambia                          | Zambia                                            | 02 de diciembre de 1964  | ~ ! |
| Bandera de Zimbabue                        | Zimbabue                                          | 06 de junio de 1980      | ~ ! |

La "+" y el fondo azul indican a un miembro fundador; un "*" y un fondo caqui indican a los Estados invitados a ser miembros fundadores.

## Retirada de Estados miembros

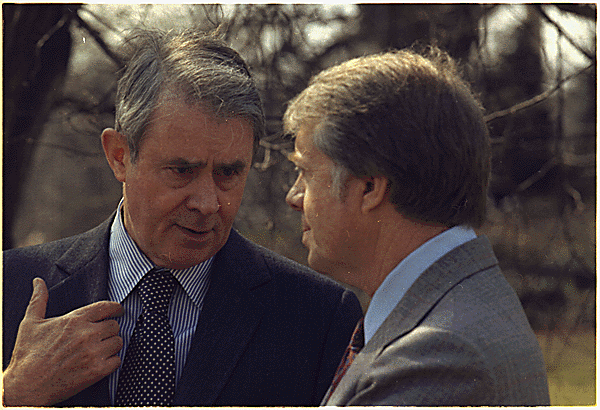
El Presidente Jimmy Carter (a la derecha) confirmó la salida de Estados Unidos de la OIT el 1 de noviembre de 1977, a pesar de las recomendaciones de retrasar esa decisión por un año del Secretario de Estado Cyrus Vance (a la izquierda) y del Consejero de Seguridad Nacional Zbigniew Brzezinski.

Según la constitución de la OIT, un Estado miembro sólo puede retirarse tras un preaviso de dos años y el pago de todas las cuotas financieras pendientes; tras la retirada, un antiguo Estado miembro sigue estando obligado a cumplir los convenios de la OIT que el país haya ratificado.
La readmisión de un antiguo Estado miembro, que ha seguido siendo miembro de la ONU, requiere la comunicación formal al director general de la OIT de la aceptación de las obligaciones de la Constitución de la OIT. La readmisión de un antiguo Estado miembro que no es miembro de la ONU sólo puede aprobarse por decisión de la Conferencia Internacional del Trabajo.
Desde 1927, 19 Estados miembros se han retirado de la OIT; todos se reincorporaron posteriormente.
| Bandera                       | Estado                    | Fecha de retiro        | Fecha de admisión        | Nota |
| ----------------------------- | ------------------------- | ---------------------- | ------------------------ | --- |
| Bandera de Albania            | Albania                   | 05 de agosto de 1967   | 22 de mayo de 1991       | En 1965, Albania notificó su retirada de la OIT, alegando la falta de apoyo de la organización en los movimientos de liberación anticolonial y la exclusión de los países comunistas. Tras el final de la Guerra Fría, Albania fue admitida. |
| Bandera de Costa Rica         | Costa Rica                | 01 de enero de 1927    | 21 de abril de 1944      | En diciembre de 1924, Costa Rica notificó su retirada de la Sociedad de Naciones debido a los malos tratos recibidos por sus contribuciones atrasadas y al descontento por la falta de acción de la Sociedad contra Estados Unidos por aplicar la Doctrina Monroe. La retirada de la Sociedad precipitó la retirada de Costa Rica de la OIT. A partir de 1942, el compromiso con la OIT condujo a su admisión en 1944. |
| Bandera de El Salvador        | El Salvador               | 1939                   | 21 de junio de 1948      | En 1937, el gobierno notificó su retirada de la Sociedad de Naciones y de la OIT. La razón oficial aducida tenía que ver con las prioridades financieras, pero también con la falta de participación activa de El Salvador en Ginebra. Además, a partir de mediados de 1930, El Salvador se centró más en los asuntos continentales (interamericanos) y las consecuencias de la incapacidad de la Sociedad de Naciones para gestionar adecuadamente la crisis de Abisinia también influyeron en la decisión del gobierno. Tras la Segunda Guerra Mundial, El Salvador restableció relaciones con la OIT y fue admitido en junio de 1948. |
| Bandera de Alemania           | Alemania                  | 21 de octubre de 1935  | 12 de junio de 1951      | La aprobación de la Ley habilitante de 1933 otorgó el control total del Estado alemán al Partido Nazi, tras lo cual se produjo la represión de los enemigos políticos; esto incluía a los sindicatos, cuyos bienes fueron confiscados y cuyos miembros fueron transferidos al Frente Alemán del Trabajo (DAF), controlado por los nazis. En la Conferencia Internacional del Trabajo de 1933 se rechazaron las credenciales del DAF como organización obrera legítima (independiente) y durante la propia Conferencia se criticó la supresión de los sindicatos y el apoyo al antisemitismo por parte del gobierno nazi. Tras la Conferencia, Alemania notificó su intención de retirarse de la OIT, lo que entró en vigor en 1935. Tras la Segunda Guerra Mundial, la República Federal de Alemania (entonces Alemania Occidental) fue admitida en 1951. La República Democrática Alemana (Alemania Oriental) fue admitida como Estado independiente a partir del 1 de enero de 1974. |
| Bandera de Guatemala          | Guatemala                 | 26 de mayo de 1938     | 19 de octubre de 1945    | Durante la década de 1930, el gobierno se centró cada vez más en los asuntos continentales (es decir, interamericanos), considerados en última instancia incompatibles con la Sociedad de Naciones, y en mayo de 1936 notificó su retirada de la Sociedad y de la OIT.Tras la Segunda Guerra Mundial, el 14 de septiembre de 1945, Guillermo Toriello, Ministro de Asuntos Exteriores, solicitó la admisión en la OIT, que se completó al mes siguiente. |
| Bandera de Italia             | Italia                    | diciembre de 1939      | 19 de octubre de 1945    | Tras la crisis de Abisinia en 1935, en la que la Italia fascista acabó anexionándose Etiopía para crear el África Oriental italiana, el gobierno se mostró cada vez más descontento con la Sociedad de Naciones y el 11 de diciembre de 1937, el Primer Ministro Benito Mussolini, en un discurso nacional, anunció la retirada de Italia de la Sociedad de Naciones. El 16 de diciembre de 1937, la OIT recibió la notificación de Galeazzo Ciano, Ministro de Asuntos Exteriores, de la intención de Italia de retirarse. La caída del régimen fascista propició el restablecimiento de relaciones con la OIT en 1944, un acuerdo en mayo de 1945 para nombrar un representante de la OIT en Roma y la admisión del país en octubre de ese año. |
| Bandera de Honduras           | Honduras                  | 10 de julio de 1938    | 01 de enero de 1955      | Próxima a la posición de Guatemala favorable a los planteamientos interamericanos, Honduras notificó su retirada de la Sociedad de Naciones en julio de 1936 y no manifestó ninguna intención de permanecer en la OIT. En enero de 1955 Honduras fue admitida. |
| Bandera de Japón              | Japón                     | noviembre de 1940      | 26 de noviembre de 1951  | A partir del incidente de Mukden, Japón fue objeto de crecientes críticas y condenas en la Sociedad de Naciones, que finalmente desembocaron en su retirada de la Sociedad en 1933. Aunque mantuvo su pertenencia a la OIT, las contradicciones entre la política gubernamental, la inversión de las actitudes positivas de los empresarios y el deterioro internacional más general de las relaciones interestatales llevaron a Japón a notificar su retirada en noviembre de 1938. Tras la Segunda Guerra Mundial, en marzo de 1948 se creó un Comité de la OIT en Japón y en 1951 el país fue admitido. |
| Bandera de Lesoto             | Lesoto                    | 15 de agosto de 1971   | 02 de junio de 1980      | Entre 1971 y 1980, Lesoto se retiró de la OIT por no poder hacer frente a las obligaciones financieras de la afiliación. |
| Bandera de Nicaragua          | Nicaragua                 | 26 de junio de 1938    | 09 de abril de 1957      | Tenían una posición cercana a la de Guatemala, favorable a los planteamientos interamericanos, Nicaragua notificó su retirada de la Sociedad de Naciones en junio de 1936 y confirmó su retirada de la OIT en junio de 1938.En abril de 1957, Nicaragua fue admitida. |
| Bandera de Paraguay           | Paraguay                  | 23 de febrero de 1937  | 05 de septiembre de 1956 | Tras el descontento con las decisiones de la Sociedad de Naciones relacionadas con la Guerra del Chaco, Paraguay anunció su retirada de la Sociedad y de la OIT en febrero de 1935. En septiembre de 1956, Paraguay fue admitido en la OIT. |
| Bandera de Rumania            | Rumania                   | 10 de agosto de 1942   | 11 de mayo de 1956       | Rumanía notificó su retirada de la Sociedad de Naciones en julio de 1940 y no manifestó su intención de permanecer en la OIT. En de mayo de 1956, Rumanía fue admitida en la OIT. |
| Bandera de España             | España                    | 08 de mayo de 1941     | 28 de mayo de 1956       | España notificó su retirada de la Sociedad de Naciones en mayo de 1939 y no manifestó su intención de permanecer en la OIT. En mayo de 1956, España fue admitida en la OIT. |
| Bandera de la Unión Soviética | Unión Soviética           | febrero de 1940        | 26 de abril de 1954      | La Unión Soviética fue expulsada de la Sociedad de Naciones en diciembre de 1939, tras el inicio de la Guerra de Invierno. Sin embargo, esta expulsión no invalidó automáticamente la pertenencia a la OIT; hasta la reunión del Consejo de Administración de la OIT en febrero del año siguiente no se anuló la pertenencia. Aunque la muerte del líder Iósif Stalin desempeñó un papel directo en la reorientación de la política soviética, la incapacidad de influir con éxito en los asuntos de la ONU y el deseo de tener contactos más amplios con el mundo no comunista, hicieron que la URSS volviera a ser miembro de la OIT en abril de 1954. |
| Bandera de Sudáfrica          | Unión Sudafricana         | 11 de marzo de 1966    | 26 de mayo de 1994       | En marzo de 1964, el ministro de Asuntos Exteriores sudafricano notificó a la OIT la retirada del país. Desde finales de la década de 1950, la política de discriminación racial institucionalizada del país, conocida oficialmente como apartheid, había sido objeto de frecuentes condenas; en lugar de ser excluida formalmente de la OIT por votación de los mandantes, Sudáfrica optó por retirarse. Tras el fin del apartheid y la celebración de elecciones multirraciales, Sudáfrica se incorporó a la OIT en 1994. |
| Bandera de Estados Unidos     | Estados Unidos de América | 6 de noviembre de 1977 | 18 de febrero de 1980    | Aunque los empleadores y los sindicatos estadounidenses llevaban tiempo expresando su descontento con la OIT debido a la admisión de la Unión Soviética en 1954, la retirada oficial del gobierno de Estados Unidos se desencadenó a raíz de las reacciones suscitadas por tres cuestiones en la década de 1970: el papel de la Unión Soviética, la política hacia Israel/Palestina y los procesos organizativos.En julio de 1970, el nombramiento del diplomático soviético Pavel Astapenko como Subdirector General de la OIT llevó a Estados Unidos a cancelar parte de sus cuotas de afiliación, tras la presión ejercida en el Congreso estadounidense por George Meany, Presidente de la AFL-CIO, que consideraba que la OIT estaba excesivamente influida por la Unión Soviética. La adopción por la Conferencia Internacional del Trabajo de 1974 de una resolución en la que se condenaba a las "autoridades israelíes" por "discriminación, racismo y violación de las libertades y derechos sindicales" en Palestina, a pesar de que la OIT no había realizado ninguna investigación previa al respecto, suscitó una fuerte oposición por parte de los representantes estadounidenses, y la concesión del estatuto de observador a la Organización para la Liberación de Palestina (OLP) en la Conferencia de 1975, llevó a los representantes empleadores, gubernamentales y sindicales estadounidenses a boicotear el resto de las sesiones de la Conferencia. En noviembre de 1975, el Gobierno estadounidense anunció su intención de retirarse. El Secretario de Estado, Henry Kissinger, indicó que Estados Unidos no se retiraría si se producían mejoras en los ámbitos que le preocupaban. Sin embargo, en los dos años siguientes, las decisiones de la OIT fueron contrarias a los deseos de Estados Unidos, en particular la decisión de la Conferencia de 1977 que, por falta de quórum, no adoptó las recomendaciones de la Comisión de Expertos (que detallaba el incumplimiento de las normas de la OIT en Argentina, Bolivia, Chad, Chile, Checoslovaquia, Etiopía, Liberia y la URSS). En noviembre de 1977, el presidente Jimmy Carter confirmó la decisión de la administración Ford de retirarse de la OIT, a pesar del consejo del Secretario de Estado Cyrus Vance y del Consejero de Seguridad Nacional Zbigniew Brzezinski de suspender la retirada durante un año, y de los llamamientos a permanecer de nueve países de Europa Occidental, Japón y el Papa. En los años inmediatamente posteriores a la salida, los cambios en los procedimientos de la OIT, incluida la introducción de la votación secreta, el requisito de investigaciones con las debidas garantías antes de la adopción de resoluciones y la apertura de investigaciones sobre la violación de los derechos sindicales en la Unión Soviética y Polonia, llevaron a una reevaluación, y el presidente Carter ratificó la pertenencia a la OIT el 18 de febrero de 1980. |
| Bandera de Venezuela          | Venezuela                 | 03 de mayo de 1957     | 15 de marzo de 1958      | En abril de 1955, el gobierno venezolano expulsó a un delegado de los trabajadores holandeses del Consejo de Administración de la OIT que criticó los derechos de libertad sindical en el país durante una reunión de la Comisión del Petróleo de la OIT en Caracas. Posteriormente, la Mesa del Consejo de Administración levantó la sesión, a lo que el gobierno venezolano se opuso inmediatamente y poco después notificó su intención de retirarse de la OIT. El 15 de marzo de 1958, Venezuela aceptó formalmente las obligaciones de la adhesión y fue admitida. La votación del 12 de junio de 1975 fue de 246 votos a favor, 35 en contra y 66 abstenciones. |
| Bandera de Vietnam            | Vietnam                   | 01 de junio de 1985    | 20 de mayo de 1992       | En junio de 1983, Vietnam notificó su intención de retirarse temporalmente. Los motivos eran la imposibilidad de pagar las cuotas de afiliación debido a graves dificultades financieras, la falta de apoyo técnico y el descontento con las investigaciones de la OIT sobre las denuncias de trabajadores vietnamitas sometidos a trabajos forzados en la Unión Soviética. La retirada se hizo efectiva en 1985; Vietnam fue admitido en 1992. |
| Bandera de Yugoslavia         | Yugoslavia                | 16 de junio de 1949    | 16 de mayo de 1951       | En 1947, con la aparición de la Guerra Fría, Yugoslavia notificó su retirada, alegando la incompatibilidad entre las estructuras de la OIT y el desarrollo socialista en curso del país. La retirada entró en vigor en 1949, pero Yugoslavia fue admitida en 1951. |

## Retirada incompleta de Estados miembros
Dos Estados miembros han comunicado oficialmente su intención de retirarse, pero antes de que la OIT declarara la caducidad de su afiliación, comunicaron posteriormente su intención de permanecer.
| Bandera              | Estadp    | Fecha de recepción de la intención de retirada | Fecha de rescisión de la intención de retirada | Notas |
| -------------------- | --------- | ---------------------------------------------- | ---------------------------------------------- | --- |
| Bandera de Indonesia | Indonesia | 25 de marzo de 1965                            | 6 de septiembre de 1966                        | Durante el periodo de Konfrontasi, Indonesia, bajo la presidencia de Sukarno, entró en conflicto con Malasia, Gran Bretaña y Estados Unidos tras la obtencióni de un puesto en el Consejo de Seguridad por parte de Malasia, y en enero de 1965, se anunció la retirada de las Naciones Unidas. En marzo, el gobierno comunicó su intención de retirarse de la OIT, lo que habría entrado en vigor el 25 de marzo de 1967. Tras la transición al Nuevo Orden, el gobierno del presidente Suharto indicó en 1966 que Indonesia ya no deseaba retirarse. La OIT consideró que no se había interrumpido la pertenencia de Indonesia a la Organización. |
| Bandera de Polonia   | Polonia   | 17 de marzo de 1984                            | 17 de noviembre de 1987                        | Tras la imposición de la ley marcial y la supresión del sindicato independiente Solidarność en diciembre de 1981, el Consejo de Administración de la OIT votó en mayo de 1983 la constitución de una comisión de investigación, la máxima medida que puede adoptarse contra un Estado miembro en virtud de la Constitución de la organización.Al día siguiente de la presentación del informe de la Comisión al Consejo de Administración de la OIT, que criticaba duramente la detención de sindicalistas y la negación de la independencia sindical, Polonia comunicó su intención de retirarse el 17 de noviembre de 1984. Polonia prorrogó dicha intención en noviembre de 1986 sin retirarse oficialmente, sin embargo, con el posterior deshielo de la situación política, Polonia anuló la intención de retirarse el 17 de noviembre de 1987. |

## Estados retirados de la adhesión

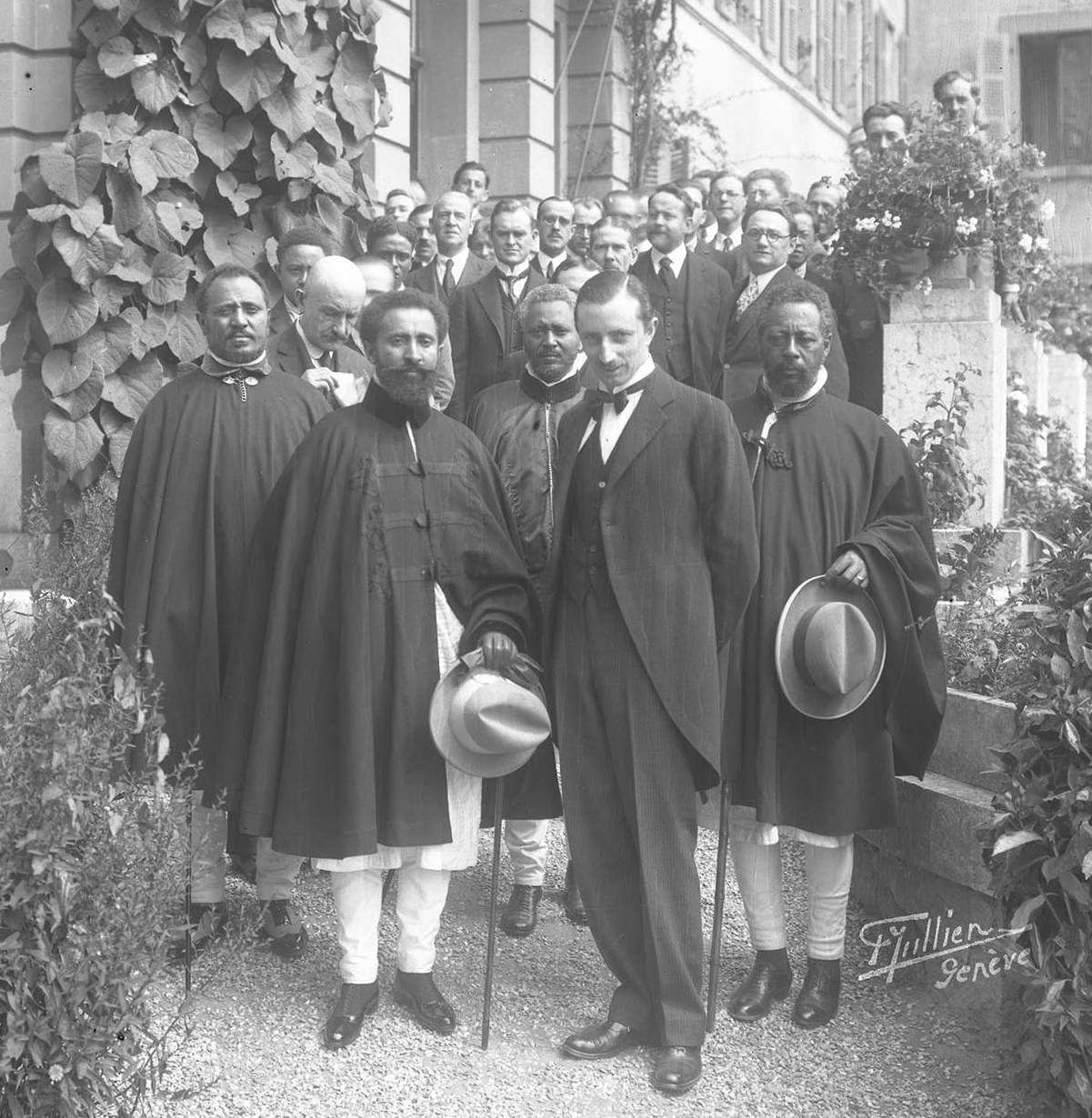
Visita de Haile Selassie de Etiopía a la OIT, agosto de 1924.

Debido a circunstancias relacionadas con la anexión, cinco Estados dejaron de ser miembros de la OIT; todos fueron readmitidos posteriormente.
| Bandera             | Estado   | Fecha de retirada   | Fecha de readmisión     | Notas |
| ------------------- | -------- | ------------------- | ----------------------- | --- |
|                     | Austria  | 13 de marzo de 1938 | 24 de junio de 1947     | Tras el Anschluss del 12 de marzo de 1938, Austria dejó de ser miembro de la OIT. En julio de 1947, la Conferencia Internacional del Trabajo confirmó la readmisión de Austria en la OIT. |
| Bandera de Etiopía  | Etiopía  | 1939                | 1943                    | Tras la anexión de Etiopía por parte de Italia, el país fue eliminado de la lista de miembros de la OIT entre 1939 y 1942, aunque se considera que sigue siendo miembro desde su primera adhesión el 28 de septiembre de 1923. |
| Bandera de Estonia  | Estonia  | 1946                | 13 de enero de 1992     | En agosto de 1940, los Estados bálticos fueron anexionados como nuevas repúblicas de la Unión Soviética. Esta acción supuso el cese efectivo de la afiliación de los Estados bálticos, que la OIT consideró "definitivo" en 1946. Tras las declaraciones de independencia de los Estados bálticos en la primavera boreal de 1990, la OIT indicó que era necesario un proceso de admisión, aunque se reconoció como readmisión. |
| Bandera de Letonia  | Letonia  | 1946                | 03 de diciembre de 1991 | En agosto de 1940, los Estados bálticos fueron anexionados como nuevas repúblicas de la Unión Soviética. Esta acción supuso el cese efectivo de la afiliación de los Estados bálticos, que la OIT consideró "definitivo" en 1946. Tras las declaraciones de independencia de los Estados bálticos en la primavera boreal de 1990, la OIT indicó que era necesario un proceso de admisión, aunque se reconoció como readmisión. |
| Bandera de Lituania | Lituania | 1946                | 04 de octubre de 1991   | En agosto de 1940, los Estados bálticos fueron anexionados como nuevas repúblicas de la Unión Soviética. Esta acción supuso el cese efectivo de la afiliación de los Estados bálticos, que la OIT consideró "definitivo" en 1946. Tras las declaraciones de independencia de los Estados bálticos en la primavera boreal de 1990, la OIT indicó que era necesario un proceso de admisión, aunque se reconoció como readmisión. |

## Antiguos Estados miembros no soberanos

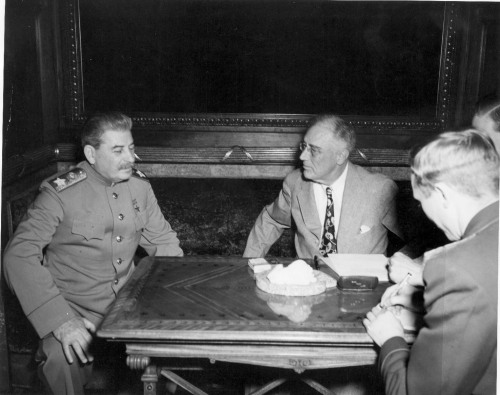
Iósif Stalin (izquierda) y Franklin D. Roosevelt (derecha), Yalta, de febrero de 1945.

La constitución de la OIT indica que los miembros deben ser Estados (inicialmente, aunque no exclusivamente, miembros de la Sociedad de Naciones o, después de 1945, miembros de las Naciones Unidas), lo que se ha interpretado que implica a aquellas entidades con soberanía estatal. La base para ello fue la sentencia de 26 de agosto de 1930 del Tribunal Permanente de Justicia Internacional que determinó que Dánzig, cuyas relaciones exteriores estaban bajo el control de Polonia, era inadmisible en la OIT.  A pesar de esta sentencia, tres estados no soberanos, antes de alcanzar el estatus de soberanos, fueron, debido a circunstancias políticas, admitidos como miembros de la OIT.
| Bandera                                                     | Estado                                        | Periodo en que el Estado no era soberano      | Notas |
| ----------------------------------------------------------- | --------------------------------------------- | --------------------------------------------- | --- |
| Bandera de la República Socialista Soviética de Bielorrusia | República Socialista Soviética de Bielorrusia | 28 de abril de 1954 – 25 de diciembre de 1991 | Durante la Conferencia de Yalta de febrero de 1945, el primer ministro soviético Iósif Stalin y el presidente estadounidense Franklin D. Roosevelt acordaron que Estados Unidos y la URSS tendrían derecho a dos puestos adicionales cada uno en las Naciones Unidas, que pronto se crearían. La URSS propuso a la ONU a la RSS de Bielorrusia y a la RSS de Ucrania, con lo que estas dos entidades estatales no soberanas se convirtieron en miembros de la OIT. Estados Unidos nunca ejerció la opción de obtener escaños adicionales en la ONU. Con la disolución de la Unión Soviética, Bielorrusia y Ucrania se convirtieron en los Estados sucesores a efectos de adhesión. |
| Bandera de la República Socialista Soviética de Ucrania     | República Socialista Soviética de Ucrania     | 12 de mayo de 1954 – 25 de diciembre de 1991  | Durante la Conferencia de Yalta de febrero de 1945, el primer ministro soviético Iósif Stalin y el presidente estadounidense Franklin D. Roosevelt acordaron que Estados Unidos y la URSS tendrían derecho a dos puestos adicionales cada uno en las Naciones Unidas, que pronto se crearían. La URSS propuso a la ONU a la RSS de Bielorrusia y a la RSS de Ucrania, con lo que estas dos entidades estatales no soberanas se convirtieron en miembros de la OIT. Estados Unidos nunca ejerció la opción de obtener escaños adicionales en la ONU. Con la disolución de la Unión Soviética, Bielorrusia y Ucrania se convirtieron en los Estados sucesores a efectos de adhesión. |
| Bandera de las Naciones Unidas                              | Namibia                                       | 03 de octubre de 1978 – 21 de marzo de 1990   | Namibia fue admitida como 136º miembro de pleno derecho en 1978 a raíz de una petición del Consejo de las Naciones Unidas para Namibia a pesar de no ser un Estado independiente en ese momento. |

## Antiguos miembros

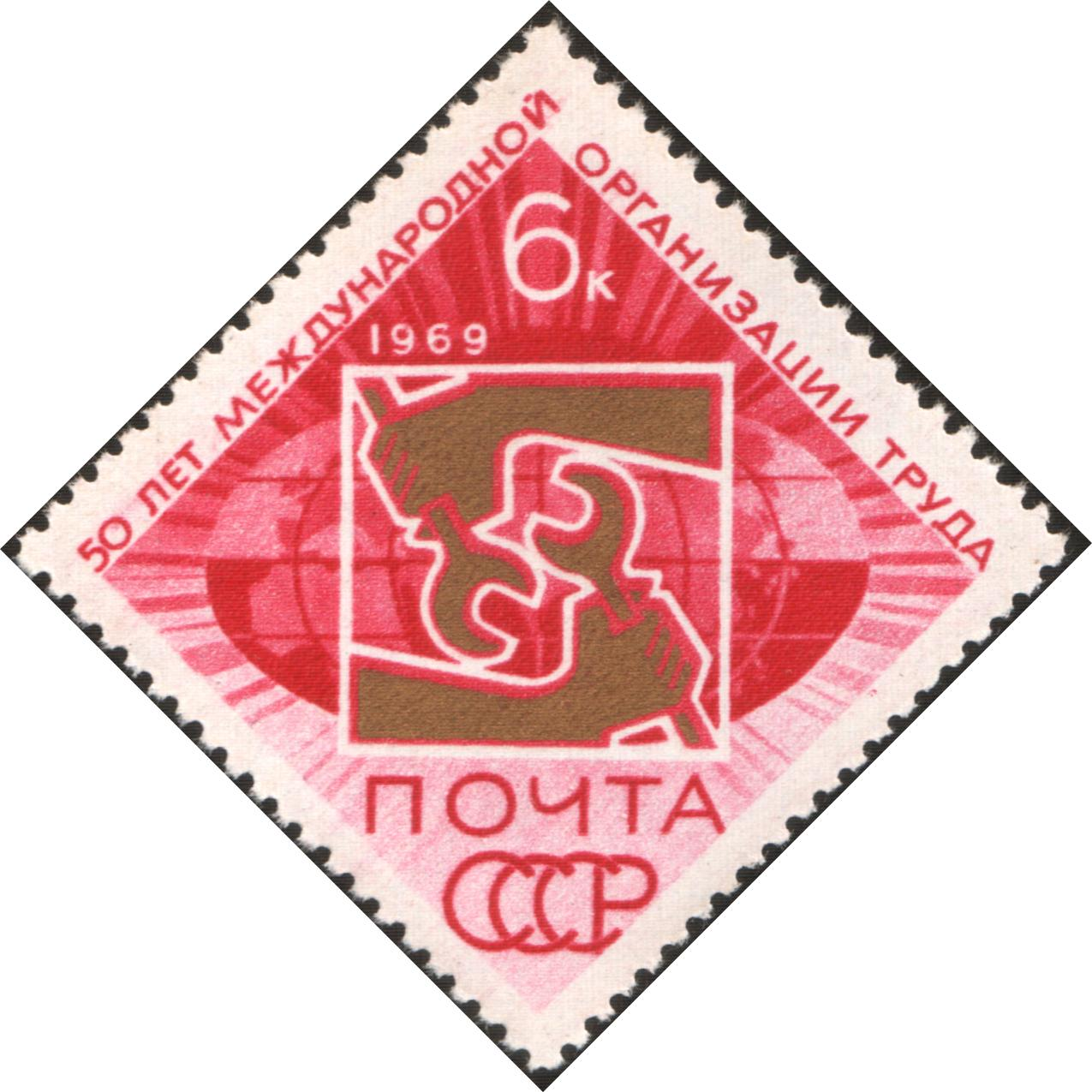
Sello emitido por la Unión Soviética en conmemoración del 50 aniversario de la fundación de la OIT.

Una "+" y el fondo azul indican que se trata de un miembro fundador de la OIT.
| Bandera                       | Estado                                 | Fecha de admisión        | Fecha de cese de afiliación | Notas |
| ----------------------------- | -------------------------------------- | ------------------------ | --------------------------- | --- |
| Bandera de Checoslovaquia     | Checoslovaquia +                       | 28 de junio de 1919      | 31 de diciembre de 1992     | Tras la disolución de Checoslovaquia, el país dejó de ser miembro. Ni la República Checa ni Eslovaquia se consideraron Estados sucesores a efectos de adhesión y ambos tuvieron que ser admitidos como nuevos miembros. |
| Bandera de Alemania Oriental  | República Democrática Alemana          | 01 de enero de 1974      | 03 de octubre de 1990       | Tras la reunificación de Alemania, la RDA dejó de ser miembro de la Unión Europea. |
| Bandera de Yemen del Sur      | República Democrática Popular de Yemen | 1969                     | 22 de mayo de 1990          | Tras la unificación de Yemen, la RDPY dejó de ser miembro. |
| Bandera de Vietnam del Sur    | Vietnam del Sur                        | 1950                     | julio de 1976               | Dejó de ser miembro tras su incorporación a la República Socialista de Vietnam. |
| Bandera de la Unión Soviética | Unión Soviética                        | 18 de septiembre de 1934 | febrero de 1940             | Tras la disolución de la Unión Soviética, la membresía pasó a la Federación Rusa como Estado sucesor. |
| Bandera de la Unión Soviética | Unión Soviética                        | 26 de abril de 1954      | 25 de diciembre de 1991     | Tras la disolución de la Unión Soviética, la membresía pasó a la Federación Rusa como Estado sucesor. |
| Bandera de Yugoslavia         | Yugoslavia +                           | 28 de junio de 1919      | 27 de abril de 1992         | Admitido como Estado de los Eslovenos, Croatas y Serbios. Tras la disolución de la República Federativa Socialista de Yugoslavia, el país dejó de ser miembro.                                                          |

## Estados miembros de la ONU no miembros de la OIT
| Bandera                                    | Estado                                 | Notas |
| ------------------------------------------ | -------------------------------------- | --- |
| Bandera de Andorra                         | Andorra                                | En 2002, el Comité de los Derechos del Niño pidió aclaraciones sobre la no pertenencia de Andorra a la OIT. El informe de diciembre de 2020 del Grupo de Trabajo sobre el Examen Periódico Universal del Consejo de Derechos Humanos de la ONU recomendó que Andorra se adhiriera a la OIT; en respuesta, el gobierno indicó que estudiaría la recomendación.                                                                                 |
| Bandera de Bután                           | Bután                                  | En agosto de 2020, el ministro de Trabajo, Ugyen Dorji, indicó que, aunque se habían mantenido conversaciones durante más de una década, no había ningún plan para adherirse a la OIT. |
| Bandera de Corea del Norte                 | República Popular Democrática de Corea | El informe de junio de 2019 del Grupo de Trabajo sobre el Examen Periódico Universal del Consejo de Derechos Humanos de la ONU recomendó que la RPDC se adhiriera a la OIT; en respuesta, el gobierno tomó nota de la recomendación. |
| Bandera de Liechtenstein                   | Liechtenstein                          | En 2018, Liechtenstein indicó que en el futuro no tenía intención de convertirse en miembro de la OIT, alegando que las normas laborales del país superaban lo estipulado en los instrumentos de la OIT. |
| Bandera de Estados Federados de Micronesia | Micronesia                             | El informe de marzo de 2021 del Grupo de Trabajo sobre el Examen Periódico Universal del Consejo de Derechos Humanos de la ONU recomendó que Micronesia se adhiriera a la OIT. |
| Bandera de Mónaco                          | Mónaco                                 | El informe de diciembre de 2018 del Grupo de Trabajo sobre el Examen Periódico Universal del Consejo de Derechos Humanos de la ONU recomendó que Mónaco se adhiriera a la OIT; el gobierno declaró que las conversaciones seguían en curso desde la última revisión de 2014 y que las normas de la OIT sobre derechos sindicales y la política de Mónaco de empleo prioritario para la población local seguían siendo motivo de preocupación. |
| Bandera de Nauru                           | Nauru                                  | En 2011, el gobierno de Nauru informó al Consejo de Derechos Humanos de las Naciones Unidas de que no tenía intención de adherirse a los convenios de la OIT. |

## Estados observadores no miembros de la ONU y la OIT

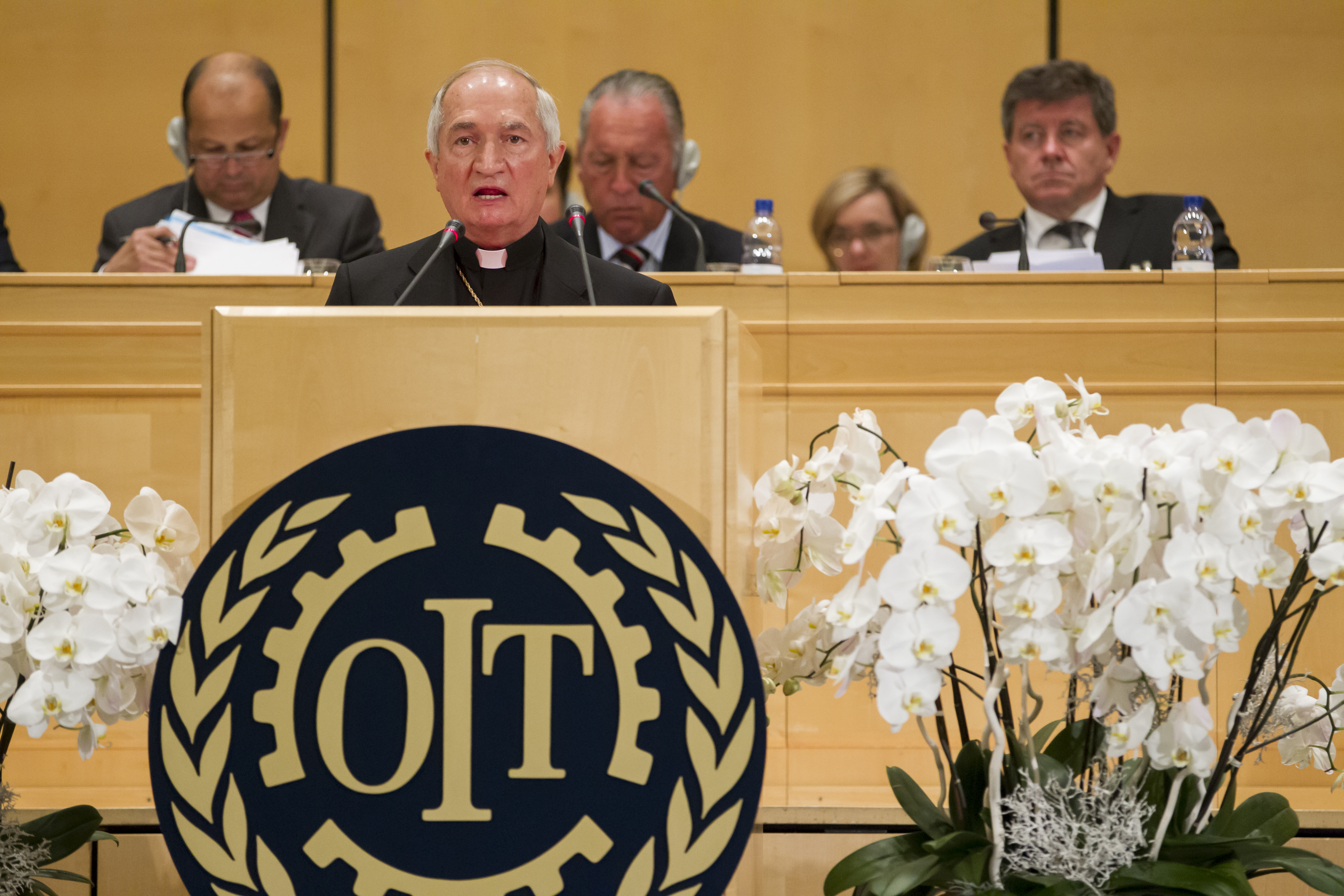
Silvano Maria Tomasi, Nuncio Apostólico, en la Conferencia Internacional del Trabajo, junio de 2014. El director general de la OIT, Guy Ryder, sentado a la derecha.

| Bandera                        | Estado              | Notas |
| ------------------------------ | ------------------- | --- |
| Bandera de Ciudad del Vaticano | Santa Sede          | Sobre la base de un acuerdo no oficial alcanzado en 1926, el Vaticano nombra a un consejero especial del director general de la OIT para asuntos sociales y religiosos. |
| Bandera de Palestina           | Estado de Palestina | La resolución 67/19 de la Asamblea General de las Naciones Unidas concede al Estado de Palestina la condición de observador no miembro, lo que le da derecho a participar en la Asamblea General y en los demás órganos de las Naciones Unidas. La OIT lleva a cabo un programa de cooperación técnica y otras iniciativas en Palestina. |